# Двойники (деревня)
Двойники — опустевшая деревня в Старожиловском районе Рязанской области. Входит в Старожиловское городское поселение

## География
Находится в западной части Рязанской области на расстоянии приблизительно 15 км на северо-запад по прямой от районного центра поселка Старожилово.

## История
Была отмечена еще на карте 1850 года как поселение с 14 дворами. В 1859 году здесь (тогда деревня Пронского уезда Рязанской губернии) было учтено 10 дворов, в 1897 году — 35.

## Население
Численность населения: 205 человек (1859 год), 323 (1897), 3 в 2002 году (русские 100 %), 0 в 2010.